# Новопокровка (Саргатский район)
Новопокровка — деревня в Саргатском районе Омской области. Входит в состав Баженовского сельского поселения.

## История
В 1928 г. село Ново-Покровское состояло из 120 хозяйств, основное население — русские. Центр Ново-Покровского сельсовета Саргатского района Омского округа Сибирского края.
В 1901 году построена однопрестольная церковь св. Апостола Архипа, (19 февраля), на средства фонда имени Государя Императора Александра III и освещена 15 февраля 1902 года. Местночтимых икон не было.

## Население
| 1926 | 2010 |
| ---- | ---- |
| 603  | ↘73  |